# 藏茶
藏茶（藏語：ཇ་སྦག་，威利转写：ja sbag）是藏族的主要生活饮品，又称为藏族的民生之茶，藏族谚语说：“旦夕不可暂缺”。从古到今，按历史时期和各地风俗不同又称为大茶、马茶、乌茶、黑茶、粗茶、南路边茶、砖茶、条茶、紧压茶、团茶、边茶等。是采摘于海拔在1000米以上的雨极高山，当年的成熟茶叶和红苔（小叶种），经过特殊工艺精制而成的全发酵茶。因这种茶叶会压成砖状收藏，故藏族人又称之为"茶砖"。
中國历届政府规定藏茶主要以四川边茶(雅安出品为主)为官茶，专为雪域高原特供，史称“南路边茶”。
藏茶是生物全发酵黑茶的始祖，而且雅安出品的藏茶本味厚甘，无乔木树叶味，特别能降三高、减肥、降脂。
藏茶属于贵价茶叶，按年份和品质确定价值，一般年代越久远价值越高，具有很高的收藏价值。优质的陈年藏茶，冲泡之后颜色红而透亮，口感醇柔，味道带甜、微药味和茶树香。与普洱相似，藏茶有降脂及防治动脉硬化的作用。

## 藏茶的历史渊源
从西藏的典籍中考证，自西藏出现藏文以来，茶就是经常出现的内容之一，西藏史记载的传说有两种。
- 一说是吐蕃贊普松赞干布久病卧床。一天，贊普依窗休憩，忽见一只小鸟飞来，口衔一根嫩枝。命宫役取来熬水，服下后，固疾竟不日而愈。贊普遂派人按此枝四处寻找，终于在临近汉区的高山上找到了茶这种植物。
- 另一说是唐代文成公主和親吐蕃时，曾带三件宝物：茶叶、丝绸、笔墨。自此，茶和中原文化逐渐与藏人的饮食起居融合，形成了今天独特的藏文化。

華文文獻最早關於藏茶的文字确切记载出现在《宋史》上，但总之，藏茶的历史随着中原和西藏文化交流源远流长。藏茶的发展在蒙古帝國统治西藏时期达到鼎盛。公元1206年，蒙古大汗成吉思汗率骑兵直指阿里，西藏归降。成吉思汗去世后，由其第三子窝阔台继位，窝阔台将甘肃、青海及原西夏属区封给他的二子阔端，阔端将藏茶引入蒙军的金戈铁马，将藏茶带到中亚、西亚乃至欧洲。
藏茶流传迄今，至少有上千年历史。因为藏茶成为藏族人的生活必需品后，历代中原政權都以它作为控制西藏的“利刃”。这种区域封锁和交易专断性（榷茶制）,使得这种千年古茶在汉区也变得异常珍贵。

## 藏茶的主产地
藏茶的中心产地从古自今都在雅安。古称雅州，位于四川盆地西南向青藏高原过渡地带（地理学上称“雨极”）。
雅安境内的高山自古出名茶，史记2000多年前，西汉末年，有位叫吴理真的道士在蒙山收集野茶，种下七株仙茶，取甘露井水熬煮，创造了“茶”这个流芳百世的饮品。因此，雅安是世界“茶”的发祥地，吴理真是“茶”的植茶始祖。
到了唐宋时期，雅州出产的茶叶源源不断地通过西南边陲运往西藏，形成初具规模的“南路边茶”。中原政權曾用茶来换取西藏的战马，这就是著名的“茶马互市”。管理“茶马互市”的官方机构叫“茶马司”，目前雅安境内遗留的宋代茶马司还有六个，历史记载中以雅州、荥经、碉门（今 雅安天全）和黎州（今雅安汉源）最为著名。
雅安作为藏茶生产中心和茶马交易的集散地，集中了从四川泸州、眉州、宜宾、灌县、重庆等地和一部分云南的原料茶重新整合，规模空前壮大。运送藏茶入藏的马帮在古雅州集结时，最多达到三千壮丁，两千驮马。每年都有15000匹以上甚至多达20000匹马在雅安成交。
雅安作为茶马贸易的中心，又是扼川藏、川滇的咽喉之地。所以“茶马互市”的政策法令都以雅安首发。据《明史·食货志》记载，“明初，雅州碉门茶马司规定，西藏的上等马给茶40斤，中等马给茶30斤，下等马给茶20斤……”到了战马稀缺年份，雅州碉门茶马司又颁布：“上等马给茶120斤，中等马给茶70斤，下等马给茶50斤。”说明雅安在“茶马贸易”藏茶的交易中具有举足轻重的地位。
四川著名作曲家罗念一在藏地采风时收集到一首传唱了三百多年的热巴，歌词大意是：“青青的江水，高高的山坡，高不过那乌黑的茶垛，雅安姑娘深深的情谊，赛过那浩浩悠悠的江河。。。。。”

## 參看
- 紧压茶